# 黄立清
黄立清（1913年—1988年），湖北省大悟县吕王镇人，中国人民解放军将领、中国人民解放军少将。

## 生平
毕业于中共中央党校。曾任中国人民解放军成都军区干部部部长、中国人民解放军沈阳军区防空军司令员。1955年，接替周赤萍，担任沈阳军区空军政治委员。1975年，由张雍耿接任。1955年，授中国人民解放军少将军衔。